# Cavalcada de l'Any Nou Xinés de València
La Gran Cavalcada de l'Any Nou Xinés de València és una cavalcada festiva celebrada a València amb motiu de l'Any Nou Xinés. L'organitzen la Federació d'Associacions Xineses de la Comunitat Valenciana, l'Ajuntament de València i l'Institut Confuci de la Universitat de València, qui començà les celebracions l'any 2012.
Les celebracions de l'Any Nou Xinés a València comencen de matí a la Plaça de l'Ajuntament, on es realitzen exhibicions de dansa i diverses activitats culturals, com el repartiment de calendaris amb cal·ligrafia xinesa realitzada en viu per especialistes.
La cavalcada té lloc de vesprada i recorre els carrers de Pelai, Xàtiva, Marqués de Sotelo i finalitza en l'Ajuntament. En l'edició del 2023 hi desfilaren 800 persones en 10 carrosses, acostant-se als 900 participants en 12 carrosses l'any 2025.
A més, hi desfilen el Drac xinés, diversos grups de taiji, wushu i arts marcials, vestits tradicionals i el ball del drac i del lleó, així com una colla de dimonis fent un correfoc, i dolçainers que acompanyen la percussió xinesa. També s'hi interpreta la batuchina, una adaptació als ritmes xinesos de la batucada.